# Drapeau batave

Drapeau batave.

Le drapeau batave (néerlandais contemporain: Bataafsche vlag ; également appelé Nationale vlag, "Drapeau national"), est un drapeau historique néerlandais . Il a été conçu par Dirk Langendijk en janvier 1796 et introduit en mars 1796 comme drapeau officiel de la marine de la République batave, remplaçant le Statenvlag (lui-même provenant du drapeau du prince ).

## Description

Détail du pavillon de beaupré.

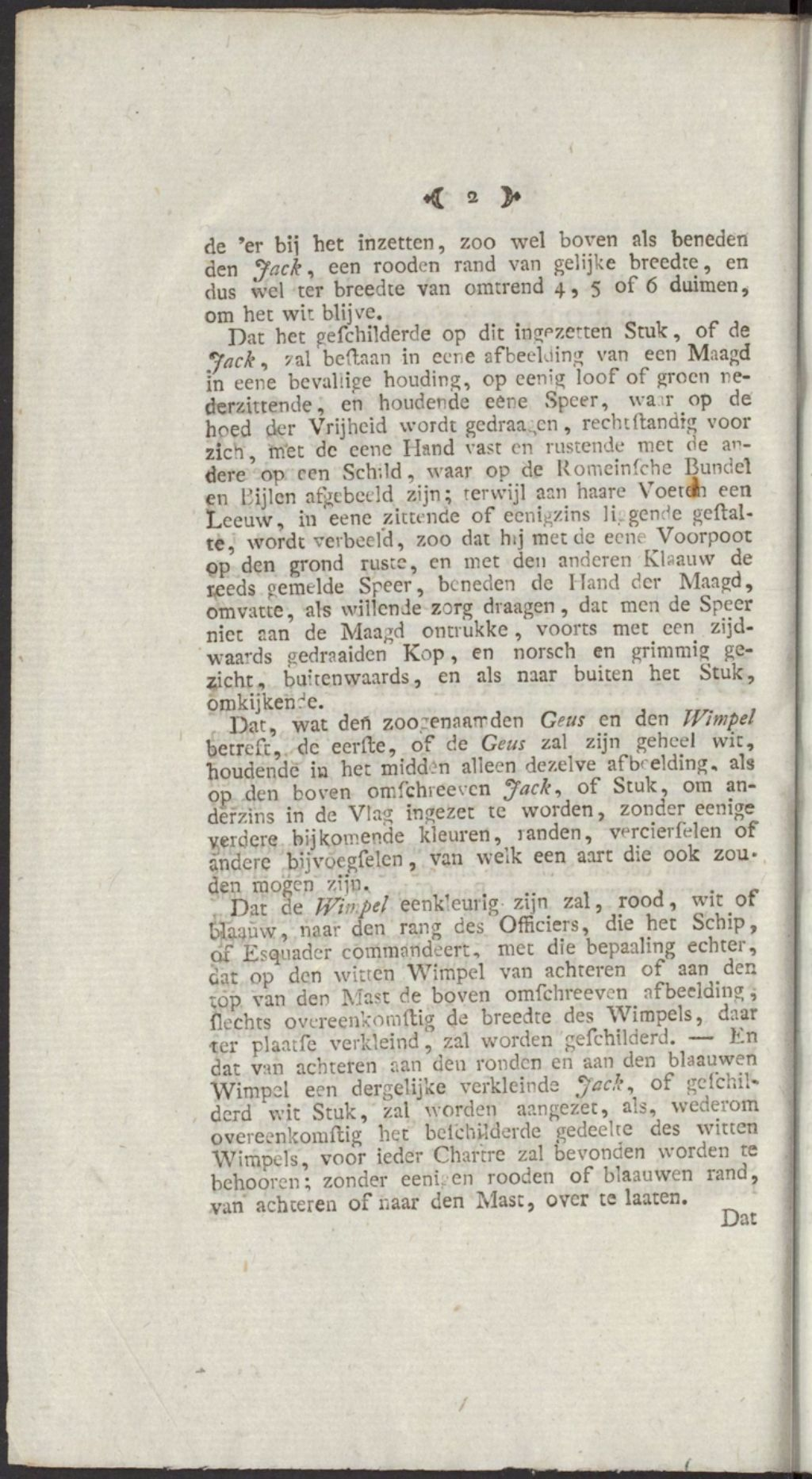
Décret des États généraux, décrivant le pavillon de beaupré.

Les couleurs et les rangées du drapeau sont restées exactement les mêmes (bien que le rouge et le bleu semblent être devenus plus foncés), mais une modification importante a été apportée en ajoutant un pavillon de beaupré dans le coin supérieur gauche, à plusieurs pouces du mât. Cela constituait un rectangle blanc, contenant :
- la jeune fille néerlandaise, batave ou de la liberté ;
- le Lion hollandais ou batave ou Leo Belgicus ;
- une lance, tenue à la fois par la jeune fille et le lion;
- un bonnet phrygien sur le dessus de la lance;
- un bouclier avec des faisceaux de licteur, tenu par la jeune fille;
- un peu de vert et des feuilles comme base et arrière-plan.

## Histoire
Par résolution du 1er mars 1796, le drapeau batave a été introduit pour la marine batave . Le drapeau a également été utilisé dans les premiers jours du Royaume de Hollande (depuis le 5 juin 1806).
Le remplacement du Statenvlag à la marine a conduit certains marins au tumulte, car ils étaient habitués à l'ancien drapeau sous lequel ils avaient remporté de nombreuses batailles navales. En août 1806, alors que la marine néerlandaise menait des batailles perdues contre la Grande-Bretagne, en particulier dans les Indes orientales néerlandaises, une émeute éclata parmi l'équipage de l'escadron Texel et les navires de guerre d'Amsterdam, déclarant qu'ils ne souhaitaient plus naviguer sous le nouveau pavillon. Quelques-uns d'entre eux ont refusé de prêter serment de loyauté au roi Louis Bonaparte et ont déclaré qu'ils ne voulaient pas recevoir les ordres des officiers royaux.
Cette révolte a été sévèrement punie, l'un des mutins a même été abattu d'une balle dans la tête sur place par le vice-amiral De Winter . Pour calmer les émeutiers, le Statenvlag a été hissé, mettant fin au tumulte. Depuis la révolte, le Statenvlag était de facto à nouveau utilisé. Plus d'un an plus tard, cela fut confirmé par décret royal le 1er décembre 1807. Cependant, son nom a été changé en Koninklijke Hollandsche Vlag («Drapeau Royal de Hollande»).